# Дроґослав (Великопольське воєводство)
Дроґослав (пол. Drogosław) — село в Польщі, у гміні Рашкув Островського повіту Великопольського воєводства.
Населення — 98 осіб (2011).

## Демографія
Демографічна структура станом на 31 березня 2011 року:
|          | Загалом | Допрацездатний вік | Працездатний вік | Постпрацездатний вік |
| -------- | ------- | ------------------ | ---------------- | -------------------- |
| Чоловіки | 45      | 15                 | 29               | 1                    |
| Жінки    | 53      | 18                 | 25               | 10                   |
| Разом    | 98      | 33                 | 54               | 11                   |